# Céou
Le Céou (en occitan : Ceu) est une rivière française qui coule dans les départements du Lot et de la Dordogne. C'est un affluent de la Dordogne en rive gauche.

## Géographie

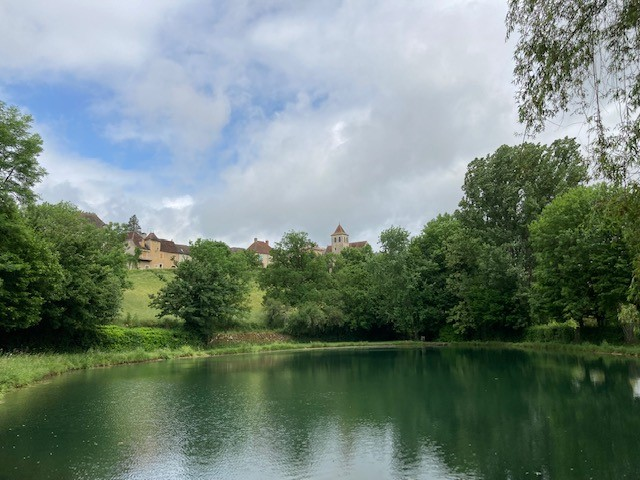
Le plan d'eau de Montfaucon, situé tout juste après la naissance du Céou.

Le Céou prend naissance à Montfaucon, petite localité de la partie occidentale du Causse de Gramat, moins de quinze kilomètres au sud-sud-ouest de Rocamadour. 
La source est habituellement située en contrebas du village, au lieu-dit les Fontaines, actuel plan d'eau. En réalité, deux ruisseaux se rejoignent à cet endroit-là : l'un venant de la combe Nougayrouse ; l’autre, bien plus court, du travers de Pouzal. « Le Céou contourne le pech de Montfaucon en un vaste demi-cercle et donne au promontoire qui le surplombe presque à pic un aspect vraiment imposant ».
Mais, sans le plan d'eau aménagé à la fin des années 1980, le Céou ne serait aujourd'hui plus visible à sa source qu'aux périodes de forte pluie. À la fin du XIXe siècle déjà, l'enfoncement de la rivière dans le plateau calcaire était observé par Édouard-Alfred Martel, père de la spéléologie moderne. Arpentant les igues, gouffres et fontaines du causse de Gramat à la fin des années 1880, il décrit ainsi la source du Céou : 

« [La fontaine] la plus considérable est celle de Montfaucon, à l’ouest du causse, par 310 mètres d’altitude. 
Au confluent de deux thalwegs secs, elle paraît bien être le produit d’infiltrations sous le lit de deux anciens ruisseaux aériens. Souvent, elle est très abondante, et sort par une quantité d’interstices dans un bas-fond herbeux et caillouteux. Le 16 juillet 1893, nous ne l’avons pas vue s’écouler hors des deux bassins de réception, où on a capté (T. 13°) ses deux principaux débouchés. On a constaté que l’un a la forme d’une petite galerie ; son débit s’est beaucoup affaibli depuis quinze ans ; est-ce un effet de la diminution des pluies, ou de l’ouverture naturelle de conduits inférieurs ? La seconde hypothèse doit être la vraie, puisque, lors même que les deux bassins ne déversent pas, on peut y puiser tant que l’on veut, sans que leur niveau s’abaisse ; donc la source n’est que le trop-plein d’un écoulement souterrain, qu’il faudrait endiguer pour lui rendre sa pérennité extérieure. Toujours est-il qu’autrefois quatre moulins, actionnés par elle, ne chômaient jamais, et que maintenant, le déversement ne se produit qu’après les pluies. En rapprochant ces renseignements de ceux recueillis sur le Calavon (Vaucluse), on ne peut méconnaître la tendance universelle des eaux superficielles à l’enfouissement progressif, dans les terrains calcaires du moins. La source, devenue intermittente, de Montfaucon est, officiellement, celle du Céou, affluent gauche de la Dordogne. Comme celle de Reilhac, elle draine des assises de jurassique supérieur. »

En été, le Céou disparaît dans le karst à Pont-Carral sur la commune de Salviac.
Il se jette dans la Dordogne (rive gauche) à Castelnaud-la-Chapelle, à cinq kilomètres à l'ouest de Domme et une dizaine de kilomètres au sud-ouest de Sarlat-la-Canéda.
La longueur de son cours est de 55,1 km.

## Départements, communes et cantons traversés
Le Céou traverse deux départements et 20 communes:
- Dordogne
  - Bouzic
  - Castelnaud-la-Chapelle (embouchure)
  - Cenac-et-Saint-Julien
  - Daglan
  - Florimont-Gaumier
  - Saint-Aubin-de-Nabirat
  - Saint-Cybranet
  - Saint-Martial-de-Nabirat

ces 8 communes dans le canton de Domme.
- Lot
  - Beaumat
  - Concorès
  - Degagnac
  - Frayssinet
  - Gourdon
  - Léobard
  - Montfaucon
  - Saint-Chamarand
  - Saint-Germain-du-Bel-Air
  - Salviac
  - Séniergues (source)
  - Vaillac

dans les canton de Labastide-Murat, canton de Saint-Germain-du-Bel-Air, canton de Salviac, canton de Gourdon.

## Hydrologie
Le Céou est une rivière peu abondante. Son débit a été observé sur une période de 40 ans (1968-2007), à Saint-Cybranet, localité située peu avant son confluent avec la Dordogne. Le bassin versant de la rivière y est de 603 km2 soit la quasi-totalité de celui-ci.
Le module de la rivière à Saint-Cybranet est de 3,44 m3/s.
Le Céou présente des fluctuations saisonnières de débit assez marquées, avec une période de hautes eaux d'hiver-printemps portant le débit mensuel moyen à un niveau situé entre 4,1 et 7,36 m3/s, de décembre à mai inclus (avec un maximum en février). Dès fin mai le débit diminue rapidement pour aboutir à la période des basses eaux qui se déroule de juillet à septembre, accompagnée une baisse du débit moyen mensuel allant jusqu'à 0,454 m3/s au mois d'août, ce qui n'est pas extrêmement sévère pour un cours d'eau de cette taille. Cependant les fluctuations de débit peuvent être bien plus importantes d'après les années et sur des périodes plus courtes.
À l'étiage le VCN3 peut chuter jusque 0,009 m3/s, en cas de période quinquennale sèche, soit 9 litres par seconde, ce qui doit être considéré comme très sévère, le cours d'eau étant de ce fait presque à sec.
Les crues peuvent être très importantes compte tenu de la taille du bassin versant. Les QIX 2 et QIX 5 valent respectivement 44 et 67 m3/s. Le QIX 10 est de 83 m3/s, le QIX 20 de 98 m3/s, tandis que le QIX 50 se monte à 120 m3/s.
Le débit instantané maximal enregistré à Saint-Cybranet durant cette période de 40 ans, a été de 104 m3/s le 10 janvier 1996, tandis que le débit journalier maximal enregistré était de 89,2 m3/s le 11 janvier de la même année. En comparant la première de ces valeurs à l'échelle des QIX de la rivière, il apparaît que cette crue était un peu plus que d'ordre vicennal, et donc destinée à se reproduire tous les 20-25 ans.
Au total, le Céou est une rivière peu abondante. La lame d'eau écoulée dans son bassin versant est de 180 millimètres annuellement, ce qui est nettement inférieur à la moyenne française tous bassins confondus, mais aussi très largement inférieur à la moyenne du bassin de la Dordogne (623 millimètres à Bergerac). Le débit spécifique (ou Qsp) de la rivière atteint 5,7 litres par seconde et par kilomètre carré de bassin.

## Risque inondation
À l'intérieur du département de la Dordogne, un plan de prévention du risque inondation (PPRI) a été approuvé en 2011 pour la Dordogne amont incluant le Céou et ses rives pour les trois communes de son cours aval (Daglan, Saint-Cybranet et Castelnaud-la-Chapelle),.

## Principaux affluents
Parmi une dizaine d'affluents, on peut noter :
- Le Bléou (14,6 km), rive droite
- L'Ourajoux, (23,5 km) rive gauche